# Fibula Praenestina
Fibula Praenestina je kopča tj. fibula na kojoj je ugraviran najstariji zapis na latinskom jeziku. Na njoj je ugraviran tekst:
transliteracija: MANIOS MED FHEFHAKED NVMASIOI
klas. lat.: Manius me fecit Numerio
hrvatski: "Manije me napravio na Numerija"
Međutim, postoje ozbiljne indicije da je kopča krivotvorena.
Kopča je nastala u 7. stoljeću pr. Kr.

## Vanjske poveznice
- Slika fibule